# Beatrice Bednarik
Beatrice Bednarik (n. 14 decembrie 1922, București - d. 2016) este o pictoriță și graficiană română,  istoric al artei și muzeograf la Muzeul Național de Artă

## Date biografice
Este fiica artiștilor plastici Elena Alexandra Barabaș Bednarik și Ignat Bednarik (membri fondatori ai Sindicatului Artelor Frumoase din România).. 
Are parte de o educație aleasă începută în sânul familiei. Studiază de mică artele plastice, ia lectii de limba franceză și germană, are ocazia să întâlnească în casa familiei, artiști plastici, muzicieni și scriitori. Între 1936 - 1941 studiază la Institutul Sfânta Maria, București, sub îndrumarea profesoarelor călugărițe, printre care Mater Clementina Mayer, Celestine Schmidt, Mater Camilla ori Genevieve Siraux. Contiunuă studiile între 1944-1949 la Facultatea de Drept din București.Pasiunea pentru literatura română, latină și istorie o apropie de George Fotino, profesor de Istoria vechiului drept românesc. Din perioada studiilor juridice datează admirația pentru profesorii George G. Vrăbiescu, George Z. Strat, dar și pentru scrierile lui Rudolf von Jhering, Mircea Djuvara, Nicolae Basilescu și Eugeniu Speranția.
În 1951 iși începe activitatea de cercetător în Muzeul Național de Artă al României din București, unde, până în 1982, realizează o serie de expoziții, implicându-se în dezvoltarea, catalogarea și valorificarea patrimoniului instituției alături de alți muzeografi, precum Adina Nanu, Paula Constantinescu, Rodica Ciocârdel Teodorescu, Remus Niculescu, Eugen Schileru, Petre Oprea sau Anatolie Teodosiu. .
Între 1955-1959 studiază la Institutul de Arte Plastice Nicole Grigorescu din București, unde i-a avut profesori pe Simion Iuca, (gravură), George Oprescu, Eugen Schileru, Ionel Jianu, (istoria artei) și Gheorghe Ghițescu, anatomie si antropologie artistică. În 1960 obține Diploma în Istoria și Teoria Artei la Facultatea de Arte Decorative a Institutului „Nicolae Grigorescu” din București, cu lucrarea „Scena de gen în pictura micilor maeștri flamanzi și olandezi ai secolului XVII”, din Colecția Muzeului Brukenthal, Sibiu. În 1978 obține Doctoratul în Istoria Artei la Universitatea "Babes-Bolyai" din Cluj-Napoca, Facultatea de Istorie, specialitatea Istoria artei, coordonator științific,Virgil Vătășianu. 
Din anul 1975 este membră a Societății Franceze de Istorie a Artei din Paris.. 
Ca artist plastic s-a dedicat în special tehnicilor desenului și acuarelei, realizând portrete, peisaje, flori și interioare.         Este membră a Uniunii Artiștilor Plastici din România. 
De-a lungul celor 30 de ani de muzeografie, a cercetat, a scris eseuri și a ținut comunicări științifice despre artiști români precum Ștefan Dimitrescu, Ștefan Luchian, Gheorghe Petrașcu, Octav Băncilă și Ignat Bednarik.
Au scris despre activitatea sa științifică în domeniul istoriei artei, nume precum Petru Comarnescu, Barbu Brezianu, Iulian Mereuță, Barbu Theodorescu, Melania Livadă sau Alexandru Davidian.

## Expoziții[16]
- 1976 - Sala Dalles, (Desen, creion, flamaster, conte cerat, acuarelă, monotip, tehnică mixtă) și Artă decorativă (piele repusată)
- 1979 - Casa Universitarilor, Grafică (Desen, sanghină, conte cerat, acuarelă, monotip, tehnică mixtă)
- 1982 - Casa Universitarilor, Grafică (Desen, sanghină, conte cerat, acuarelă, monotip, tehnică mixtă, litografie)
- 1984 - Casa Fr. Schiller, Grafica (Desen, sanghină, cote cerat, acuarelă, tuș, monotip, tehnică mixtă, litografie), Catalog prefațat de Barbu Brezianu
- 1984 - Căminul Artei, etaj1 ,București
- 1986 - Bărăție/București, Galeria, Expoziție târg
- 1986 -1987 - Muzeul Național de Artă, în cadrul  Salonul municipal ,(coridor etaj1)
- 1994 Expoziție de grup -(Picasso privește Picasso),Casa de cultură maghiară,București
- 1991 - Lumină, apă, culoare, expoziție de grup, Oradea în colaborare cu Uniunea Artiștilor din Ungaria
- 1994 - Salonul municipal -Teatrul Național ,(etaj3/4) ,București
- 1993-1994 Expoziție de grup, Artisti romeni alla Burckhardt ,Roma[17]
- 1993 - Grup 22 ,Galeria de Artă a Municipiului București, Expoziție de acuarelă

## Cărți publicate
- Ștefan Dimitrescu, Editura Meridiane,1965
- Ignat Bednarik, Editura Meridiane, 1987
- Ștefan Luchian, Drezda,Veslag des Kunst,1989
- Familia Bednarik în arta românească, împreună cu Alexandru Davidian, Editura Vellant,2020

## Cataloage - colaborări
- Catalogul Expoziției Grafica olandeză din Secolul al XVII lea, Muzeul de Artă al R.P.R, București, 1955
- Catalogul Expoziției de artă franceză (pictură, sculptură,arte decorative), 15-30 noiembrie 1955, Muzeul de Artă al R.P.R., București[18]
- Catalogul Expoziției retrospective Constantin Brâncuși, Muzeul de Artă al R.P.R, București,1956
- Catalogul Expoziției monografice Ștefan Dimitrescu, Muzeul de Arta al R.P.R,București,1959
- Ghidul Galeriei Naționale a Muzeului de Artă al R.P.R.,(în colaborare cu Georgeta Peleanu, Petre Oprea, Ștefan Dițescu, Paula Constantinescu și Ion Frunzetti), București, 1965
- Catalogul de sculptură al Galeriei de artă universală, volumul al VIII lea, București

## Comunicări și articole de specialitate
Istoricul de artă Beatrice Bednarik a susținut o serie de comunicări pe teme de artă în diverse muzee și galerii printre care amintim: Muzeul  Național de artă, Muzeul Cotroceni, Muzeul Peleș, dar și în Paris, Munchen ,Viena (1968). Dintre comunicări amintim: „Un tablou necunoscut de Constantin Lecca în Republica Socialistă Bulgaria”(1966), „Identificarea unui tablou necunoscut de Martin Maingaud în Muzeul de Artă al Republicii Socialiste România, București” (1974) sau „Sculptura Franceză în România” (1998) A publicat de asemenea cronici de artă în reviste și ziare printre care : Informația Bucureștiului, Gândirea, Contemporanul, Revista Muzeului Național de Artă, Revista Academica, Revista Muzee și monumente, S.C.I.A., Buletinul Societății de Istorie a Artei Franceze.

## Participări la colocvii internaționale
- 1993 - Colocviul Româno-American „Cotrocenii în istorie” :Ignat Bednarik ,pictor și ilustrator al Reginei Maria
- Colocviul Româno-Francez de Artă decorativă ,Muzeul Cotroceni : Elena și Ignat Bednarik artiști decoratori
- 1996 Ignat Bednarik, pictor și ilustrator al Reginei Maria, München